# 小行星7020
小行星7020（英語：7020 Yourcenar）是一颗围绕太阳公转的小行星。1992年4月4日，艾瑞克·怀特·埃尔斯特在拉西拉天文台发现了此天体。
这颗小行星的绝对星等为130.05150等。